# Аранда (растение)
Аранда (лат. ×Aranda) — гибридный род семейства Орхидные.
Образован путём скрещивания растений из двух родов относящихся к подсемейству Эпидендровые: 

Арахнис × Ванда.
Представители этого рода популярны в комнатном и оранжерейном цветоводстве, широко представлены в ботанических садах. Цветки часто используются для срезки.
Аббревиатура названия рода — Aranda.

## Морфологическое описание
Моноподиальные растения средних или крупных размеров.
Листья узкие, обычно тёмно-зелёные.
Цветоносы многоцветковые, расположены, как правило горизонтально.
Цветки разнообразны по форме и окраске, часто ароматные.

## В культуре
Температурная группа — тёплая.
Посадка в корзинку для эпифитов, или горшок.
Растения светолюбивы, активно цветут только при наличии яркого солнечного света. В условиях квартир культивируют на окнах южной ориентации.
В основном используется микроклональное размножение.

## Некоторые грексы
- Aranda Deborah = Arachnis hookeriana × Vanda lamellata
- Aranda Noorah Alsagoff = Arachnis hookeriana × Vanda Dawn Nisimura